# Verso aliterativo

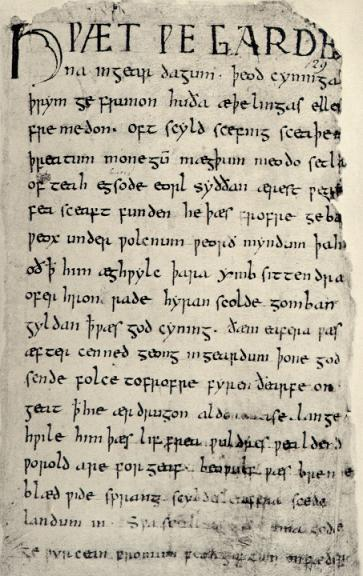
Primera página del manuscrito del poema épico en inglés antiguo Beowulf, escrito en verso aliterativo.

Se llama verso aliterativo, o también verso aliterado o verso germánico, a aquellos versos que emplean la aliteración como principal técnica métrica para dotarse de estructura rítmica, en oposición a otras tradiciones poéticas occidentales que emplean la rima o los patrones silábicos como técnica poética.
Las tradiciones de verso aliterativo estudiadas con mayor frecuencia son las que formaban parte de los antiguos cánones germánicos de poesía. El poema épico en inglés antiguo Beowulf, así como la mayoría de la poesía anglosajona, el poema Muspilli en antiguo alto alemán, Heliand en sajón antiguo, la Edda poética en nórdico antiguo, y muchos poemas en inglés medio, como Pedro el Labrador, Sir Gawain y el Caballero Verde, o la Muerte de Arturo aliterativa emplean el verso aliterativo. En la métrica germánica antigua el verso estaba constituido por al menos tres palabras que aliteraban (compartían un sonido en común). Esta técnica tenía dos funciones: una mnemónica que facilitaba recordar los poemas y otra meramente estética, ya que este procedimiento concedía una gran musicalidad a los poemas. Sin embargo la necesidad de aliterar los textos acabó originando una poesía poblada de elaboradas metáforas y perífrasis, ya que casi siempre había que recurrir a fórmulas artificiosas a fin de hablar de objetos comunes como «la espada», «la sangre», «la batalla»... son los llamados kenningar, estudiados por Jorge Luis Borges en un célebre ensayo.
El verso aliterativo se puede encontrar también en muchos otros idiomas, aunque raramente con el rigor sistemático de las formas germánicas. El Kalevala, en finés, y el Kalevipoeg, en estonio, emplean formas aliterativas derivadas de su tradición folklórica. La poesía tradicional en lenguas túrquicas, como por ejemplo la del uigur, también es aliterativa.

## Orígenes y características comunes de la métrica germánica
Las formas poéticas referidas en las diversas lenguas germánicas no son idénticas, pero guardan las suficientes similitudes como para que sea claro que se trata de tradiciones íntimamente relacionadas, formadas a partir de un tronco germánico común. Los conocimientos existentes sobre esa tradición común se basan, sin embargo, casi por completo en la inferencia a partir de la poesía más moderna superviviente. La aliteración encaja de forma natural con los patrones prosódicos de las lenguas germánicas. La aliteración esencialmente implica casar los «bordes izquierdos» de las sílabas acentuadas. Las primeras lenguas germánicas compartían un patrón prosódico «cargado a la izquierda». En otros términos, su acento cae en la raíz de cada palabra, que es normalmente su sílaba inicial, salvo que la raíz esté precedida por un prefijo no acentuado, como por ejemplo en el caso de los participios de pasado.

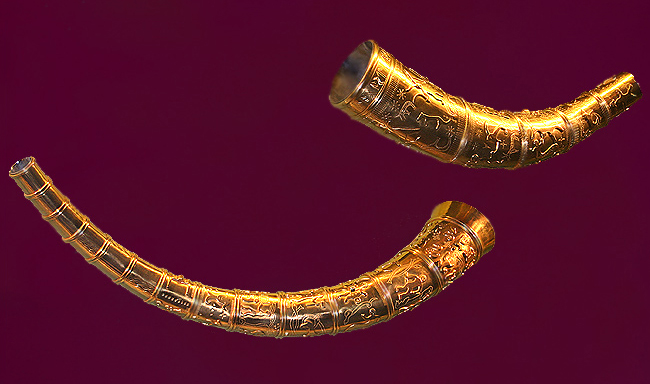
Reconstrucciones de los cuernos de oro de Gallehus exhibidas en el Museo Nacional de Dinamarca.

Se ha encontrado el verso aliterativo en algunas de las inscripciones más antiguas de la literatura germánica. Los cuernos de oro de Gallehus, descubiertos en Dinamarca y datados hacia el siglo IV llevan esta inscripción rúnica en protonórdico:

ek hlewagastir holtijar // horna tawidô
Yo, Hlewagastir [¿hijo de?] Holt, // hice el cuerno.

Esta inscripción contiene cuatro sílabas de acentuación fuerte (marcadas en negrita), y de ellas las tres primeras aliteran en <h> /x/, esencialmente el mismo patrón encontrado en versos muy posteriores.
Existe un texto contemporáneo sobre la naturaleza del verso aliterativo, redactado por un poeta que lo practicaba: Snorri Sturluson, en la Edda prosaica. Describe los patrones métricos y las técnicas poéticas empleadas por los poetas escaldos hacia el año 1200. La descripción de Snorri ha servido como punto de partida a los eruditos para reconstruir las métricas aliterativas anteriores a las del nórdico antiguo. Visto en términos generales, ciertas características métricas fundamentales son comunes desde la poesía más antigua hasta la más moderna:
- Cada línea está dividida en dos mitades, llamadas versos o hemistiquios; al primero se le llama «verso a» (u on-verse), y al segundo «verso b» (u off-verse).[nota 2]
- Una pausa marcada, llamada cæsura, separa los versos.
- Cada verso tiene normalmente dos sílabas acentuadas, o «elevaciones» (lifts).
- La primera elevación del off-verse casi siempre alitera con una cualquiera de las elevaciones del on-verse, y frecuentemente con ambas.
- La segunda elevación del off-verse no alitera con las elevaciones anteriores.

Sin embargo, los patrones de las sílabas no acentuadas varían significativamente entre las tradiciones aliterativas de las distintas lenguas germánicas. Las reglas que siguen esos patrones no son totalmente comprendidas por los expertos, y permanecen sometidas a controversia.
La necesidad de encontrar palabras que aliteraran correctamente provocó otras características distintivas en la poesía aliterativa germánica. Los poetas aliterativos desarrollaron un vocabulario especializado de sinónimos poéticos, raramente empleados en los textos en prosa, y emplearon imágenes y metáforas estándar denominadas kenningar, estudiados por Jorge Luis Borges en un célebre ensayo: fórmulas artificiosas estándar a fin de hablar de objetos comunes como «la espada», «la sangre», «la batalla»... 
En un principio, toda la poesía aliterativa se componía y transmitía oralmente, y la mayoría se ha perdido al no haber sido nunca registrada. El grado en el que su fijación por escrito haya podido alterar esta forma de arte oral es objeto de debate. Sin embargo, hay consenso entre los expertos en que los versos escritos retienen muchas —según algunos, casi todas— las características de la poesía transmitida oralmente.